# Justyna Żyszkowska
Justyna Żyszkowska (ur. 5 sierpnia 1980 w Warszawie) – polska zawodniczka w narciarstwie wysokogórskim.
Mistrzyni (2005) i wicemistrzyni Polski (2004, 2006, 2007, 2011), zdobywczyni Pucharu Polski w latach 2004, 2006 i 2010.

## Mistrzostwa Polski
- 2004 - 2 miejsce Memoriał Piotra Malinowskiego[2]
- 2005 - 1 miejsce Puchar Pilska w parze z Magdaleną Derezińską[3]
- 2006 - 2 miejsce Memoriał Józefa Oppenheima[4]
- 2007 - 2 miejsce Puchar Pilska w parze Eweliną Zwijacz[5]
- 2010 - 3 miejsce Memoriał Piotra Malinowskiego[6]
- 2011 - 2 miejsce Puchar Pilska w parze z Pauliną Figurą[7]
- 2022 - 3 miejsce Memoriał Piotra Malinowskiego[8]
- 2023 - 3 miejsce Memoriał Piotra Malinowskiego[9]

## Nauka
W ramach studiów Geomorfologii na Wydziale Geografii i Studiów Regionalnych Uniwersytetu Waraszawskiego prowdzaiła inwentaryzjację i badania nad genezą tatrzańskich rowów grzbietowych. Jest pracownikiem Obserwatorium Meteorologicznego IMGW PIB na Kasprowym Wierchu.

## Życie prywatne
Córka polskiego pilota rajdowego Ryszarda Żyszkowskiego.